# 5338 Michelblanc
5338 Michelblanc eller 1991 RJ5 är en asteroid i huvudbältet som upptäcktes den 13 september 1991 av den amerikanske astronomen Henry E. Holt vid Palomarobservatoriet. Den är uppkallad efter fransmannen Michel Blanc.
Den tillhör asteroidgruppen Koronis.